# PC 엔진 듀오

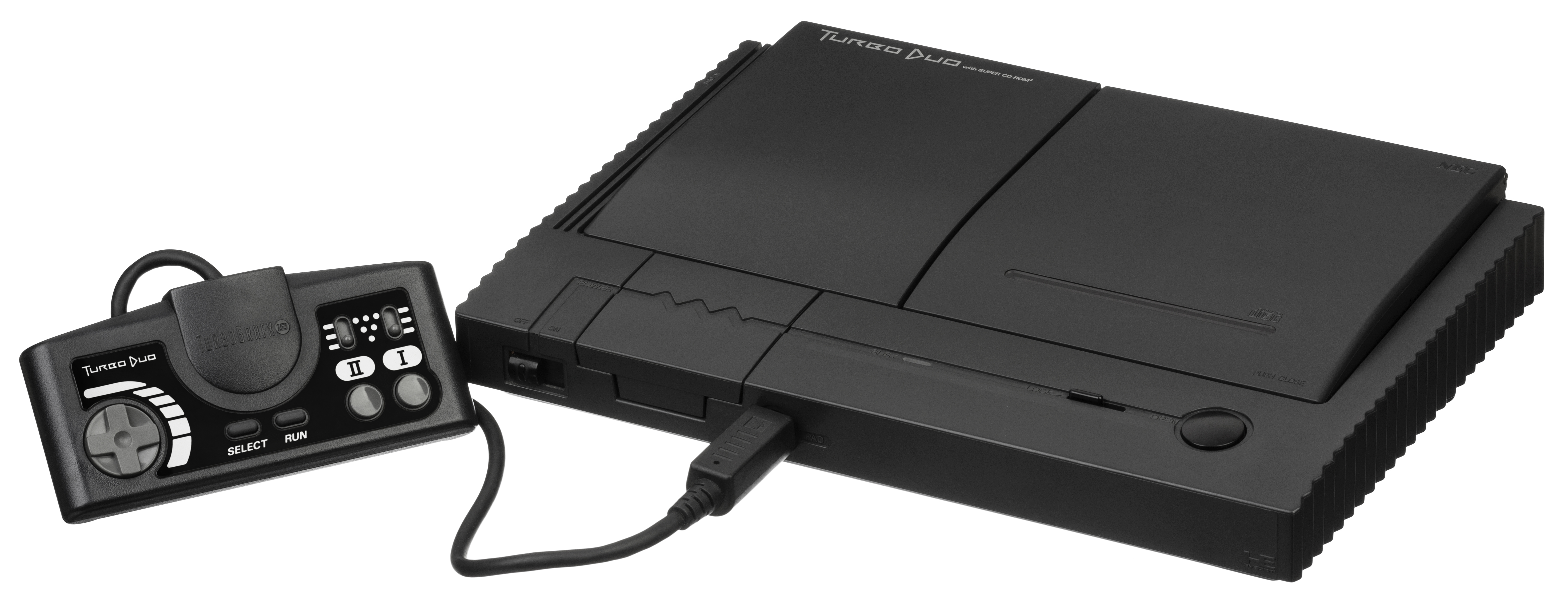

PC 엔진 듀오(PC Engine Duo, 일본어: PCエンジンDuo)는 NEC 홈 일렉트로닉스에서 발매된 PC 엔진의 후기 모델이다. 1991년 9월 21일 일본에서 발매되었으며, 발매 당시 정가는 59,800엔.

## 개요
슈퍼 CD-ROM²의 내장으로 확장 슬롯은 갖추지 않았다. 플레이스테이션 등의 CD-ROM을 사용하는 기종의 스타일을 결정지은 기념적인 게임기이다. 1993년 3월 25일에는 헤드폰 단자와 배터리 단자를 제거한 PC 엔진 듀오-R이, 1994년 6월 25일에는 PC 엔진 듀오-R의 색상을 변경하고 컨트롤러의 버튼을 6개로 바꾼 PC 엔진 듀오-RX가 발매되었다.
주변 기기로 27,800엔의 배터리 세트, 79,800엔의 TV 튜너를 내장한 4.3인치 TFT LCD 듀오 모니터가 발매되었다. PC 엔진 듀오와 이 주변기기를 합치면 167,400엔의 고가로 PC 엔진 LT와 함께 NEC 홈 일렉트로닉스 내에서의 거품 경제의 잔향을 느끼게도 한다.

## 하드웨어

### PC 엔진 듀오 (PI-TG8)
1991년 9월 21일 발매 59,800엔
최초로 발매된 모델. SUPER CD-ROM2와의 일체형. 셔틀 이외의 기종에 탑재되었던 확장버스가 폐지되었다.
별도 판매하는 듀오 PI-LM1모니터 와 PI-AD15 배터리를 접속함으로써 운반이 가능해진다.
1991년에는 통상 산업성의 굿 디자인상을 수상했다.